# 2015年中国北京雾霾事件
2015年中国北京雾霾事件，是指2015年底（起始于2015年12月8日）发生在中国北京的重污染天气事件，北京在污染期间曾多次启动空气重污染红色预警。
中國北方其他地區在同一時期同樣遭受嚴重空氣污染，但相比於北京而言，這些地區則因經濟欠發達和環保意識欠缺而未受到較大關注。

## 首次红色预警
北京首次空气重污染红色预警从2015年12月8日早晨7时持续到12月10日正午12时，是北京建立空气质量检测红橙黄蓝四种颜色预警制度以来首次红色预警。
北京的空气污染预警系统起始于2013年，此后北京有过多次严重雾霾，但在2015年12月8日前都未启动过红色预警。
在红色预警期间，实施机动车单双号行驶措施，北京市中小学和幼儿园停课，企事业单位实行弹性工作制，施工工地停止室外作业，增加常规作业的清扫保洁，减少交通扬尘污染，按照空气重污染红色预警期间工业企业停产限产名单实施停产限产、禁止燃放烟花爆竹和露天烧烤，禁止包括建筑垃圾和渣土运输车、混凝土罐车、砂石运输车等重型车辆禁止上路行驶。
当日环保、城管、住建等部门联合开展了执法活动。
北京市环境保护监测中心的AQI数据为266，峰值为295，为5级重度污染。
行为艺术家孔宁於12月7日在北京身穿红色塑料喇叭连缀的长裙，呼吁关注雾霾。

## 第二次红色预警

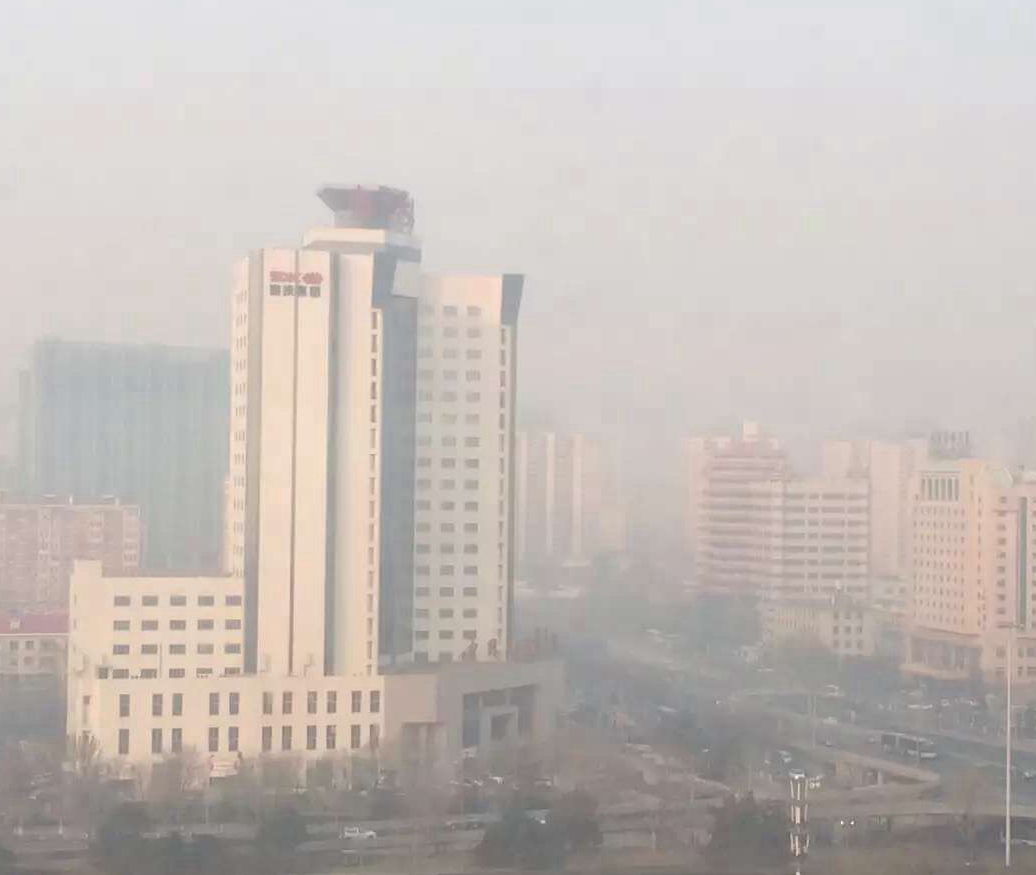
第二次红色预警期间（12月21日）的天气状况，能见度低，空气污浊

依据《北京市空气重污染气象应急分预案》和《北京市气象局应急响应预案》，北京气象局于12月19日早晨7时至22日午夜24时启动二级应急响应空气重污染红色预警，这是10天内北京地区第二次发出雾霾污染最高级的红色警报，也是北京建立空气质量检测红橙黄蓝四种颜色预警制度以来第二次红色预警。
第二次红色预警期间，实施机动车单双号行驶措施，工厂需要停工，中小学和幼儿园也被建议停课，市民被建议留在室内，尽量避免户外活动，全市禁止燃放烟花爆竹和露天烧烤，企事业单位可实行弹性工作制，儿童、老年人、心脑血管及呼吸道疾病患者和其他易感染人群被提醒不要外出或户外活动。
中国官方媒体则指，这是启动的红色预警的“提前量是最大的一次”。
新华社引述北京市环境保护监测中心说，22日，北京市空气污染将呈现加重，处于“5级重度至6级严重污染”水平，期间PM2.5指数可能会上升到500点，是世界卫生组织设定的安全标准的20多倍。据美国驻中国大使馆发布的北京地区空气质量报告，PM2.5指数在428至452之间，严重超标，属危险级。

### 成因
12月19日至22日北京的气象条件整体不利于污染物的扩散，有利于雾霾天气的形成。
其中19日白天到20日夜间风力不大，北京全市受低压系统控制，以偏南风为主，中层气温又略有上升回暖，逆温持续增强，本地扩散条件较差，同时区域高浓度污染气团也将持续向北京市传输汇聚，助推PM2.5浓度水平。
21日白天弱高压系统作用，湿度略有下降，扩散条件有所改善，北部地区部分时段浓度有所下降，但对市区及南部地区影响不大。
23日受较强冷空气影响，雾霾自北向南逐渐消散。
24日以偏北风为主，扩散条件有利，空气质量1级优。

### 行动
北京市环保局执法人员全员停休，派出14个督查组赴京津冀及周边地区、辽宁中部、华中地区等地开展现场督查，重点检查工业企业、燃煤设施、机动车等污染源。同时，全市环保系统对固定污染源，共出动执法人员828人（次），检查污染源单位874家（次），发现环境违法问题19起，包括未安装废气治理设施、燃煤锅炉治理设施未正常运行、使用小煤炉、裸土未覆盖、焚烧垃圾等，並都依法開罰，送到相關單位處理。

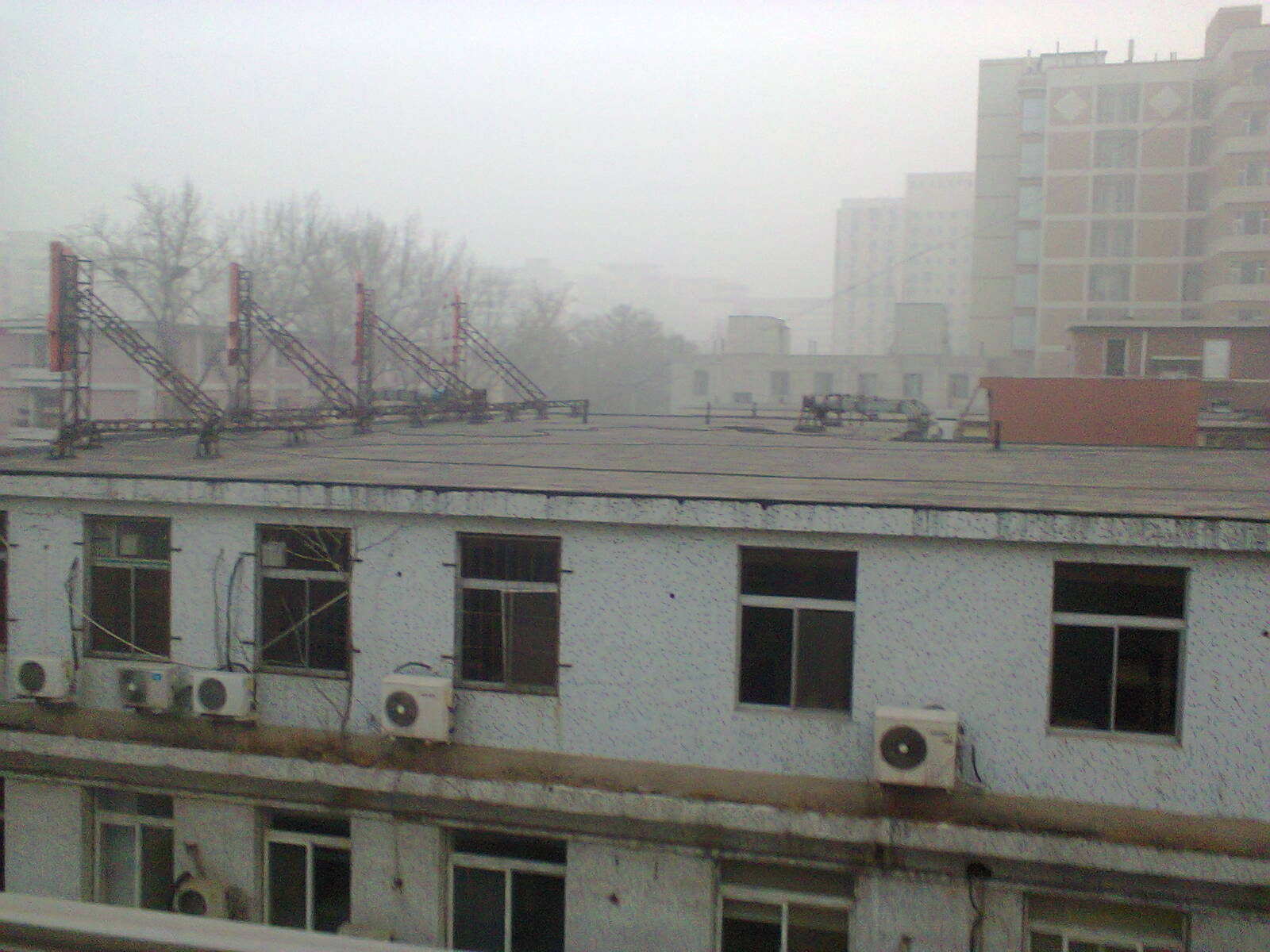
12月25日（第二次红色预警结束3天后）北京空气质量尚未好转。

北京市交管局加大力度檢查違規車輛，据统计，一共查处4.4万余起机动车违反单双号限行行为，四天共有11.28万余辆机动车违规。依据《北京市实施》规定，处100元罚款。红色预警期间，共開出了限行罚款达到1128万人民幣。

### 影响
据中国气象台称，第二次红色预警期间，全中国范围内从西北的西安市到东北部的哈尔滨都将受到影响。天津市以及河北省的保定、邢台、石家庄、廊坊、沧州、衡水、唐山、秦皇岛，山东省的济南、德州、聊城、济宁、淄博，河南省的濮阳、新乡、开封、鹤壁、安阳，山西省的运城都启动了重污染预警。其中，河北省气象台12月22日上午11时发布史上第一個“红色预警”。
中国政府已经表明称将会采取行动治理空气污染，改善空气质量。
在第二次红色预警结束后，北京的空气质量未得到明显改善。